# Jaskinia Oblica

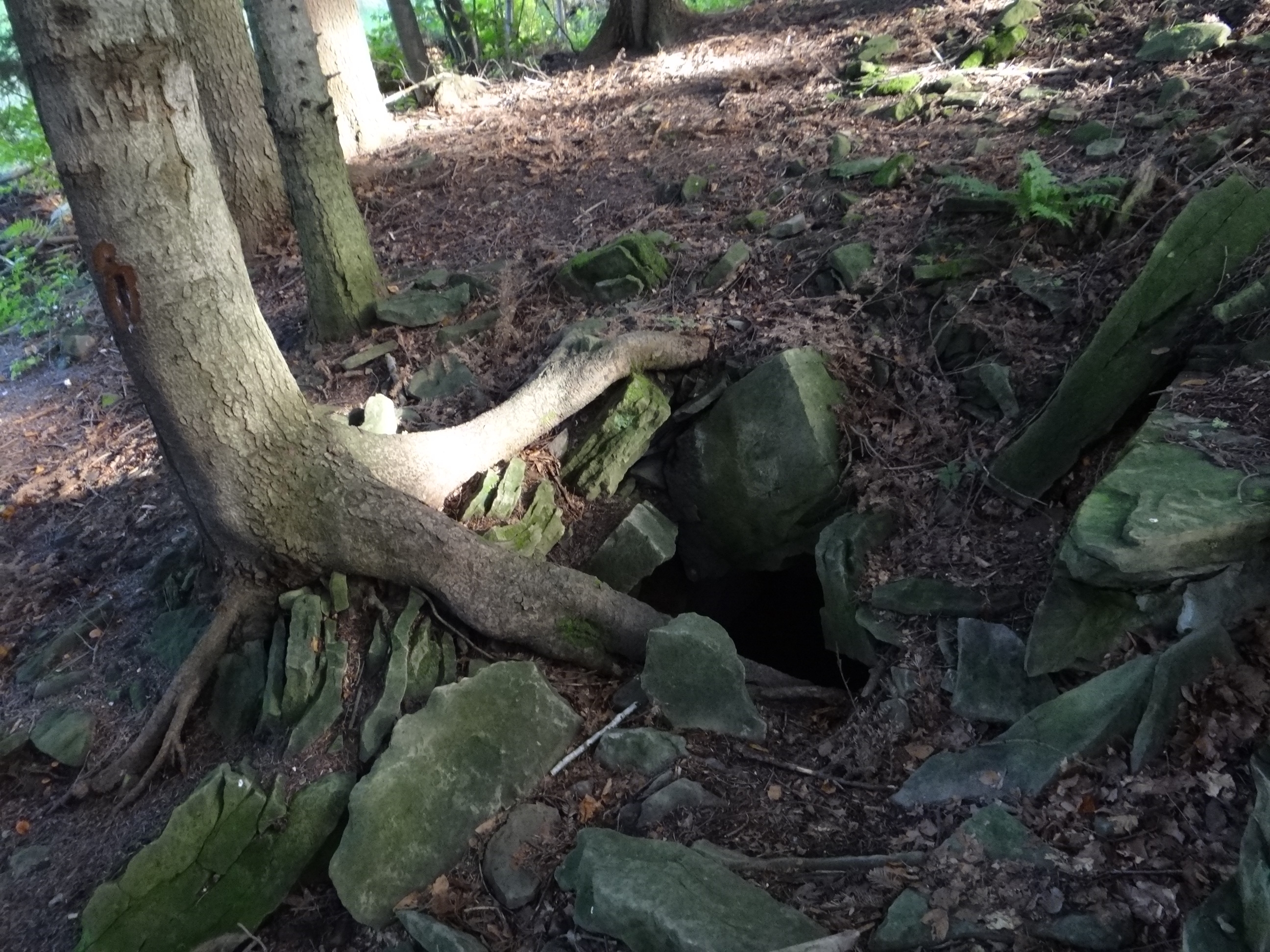
Otwór wejściowy do jaskini

Jaskinia Oblica – najdłuższa jaskinia Beskidu Żywieckiego i zarazem siódma pod względem długości i głębokości wśród jaskiń w polskich Beskidach. Znajduje się w należącym do miejscowości Skawica osiedlu Oblica, w lesie na północnych stokach  wzniesienia Śmietarniak. Wejście do jaskini znajduje się około 20 m od drogi biegnącej na granicy lasu i polany (dawne pola uprawne). 

## Historia eksploracji
Jaskinia znana była miejscowej ludności co najmniej od czasów II wojny światowej, kiedy to mieli się w niej ukrywać partyzanci. Przez kilkadziesiąt następnych lat jej wstępne partie były sporadycznie odwiedzane przez młodzież z okolicznych wsi, jednak jaskinia nie była znana organizacjom speleologicznym. W 2004 r. jeden z mieszkańców Skawicy poinformował o jej istnieniu członków Speleoklubu Beskidzkiego. Poczynając od lutego 2005 r. członkowie tego klubu w kilku akcjach eksploracyjnych zbadali większość dostępnych partii jaskini, przeprowadzili jej kartowanie, a następnie badania jej geomorfologii, mikroklimatu, flory i fauny.

## Opis jaskini
Jaskinia Oblica jest przykładem jaskiń typu osuwiskowego. Powstała w spękanych warstwach piaskowca magurskiego. Składa się z szeregu wąskich, połączonych licznymi zaciskami, korytarzy o łącznej długości 436 m i głębokości 21,1 m. Jaskinia jest stosunkowo monotonna i niebezpieczna z powodu kruchości i niestabilności skały oraz licznie wiszących w szczelinach głazów.

## Flora i fauna
W jaskini zimuje 5 gatunków nietoperzy, w tym kolonia rzadkiego w Polsce nocka orzęsionego. Kolejne dwa gatunki nietoperzy stwierdzono w okresie letnim. Poza tym stwierdzono w jaskini obecność lisów i salamander plamistych, a także szeregu bezkręgowców (pajęczaki, motyle, chrząszcze).

## Ochrona jaskini

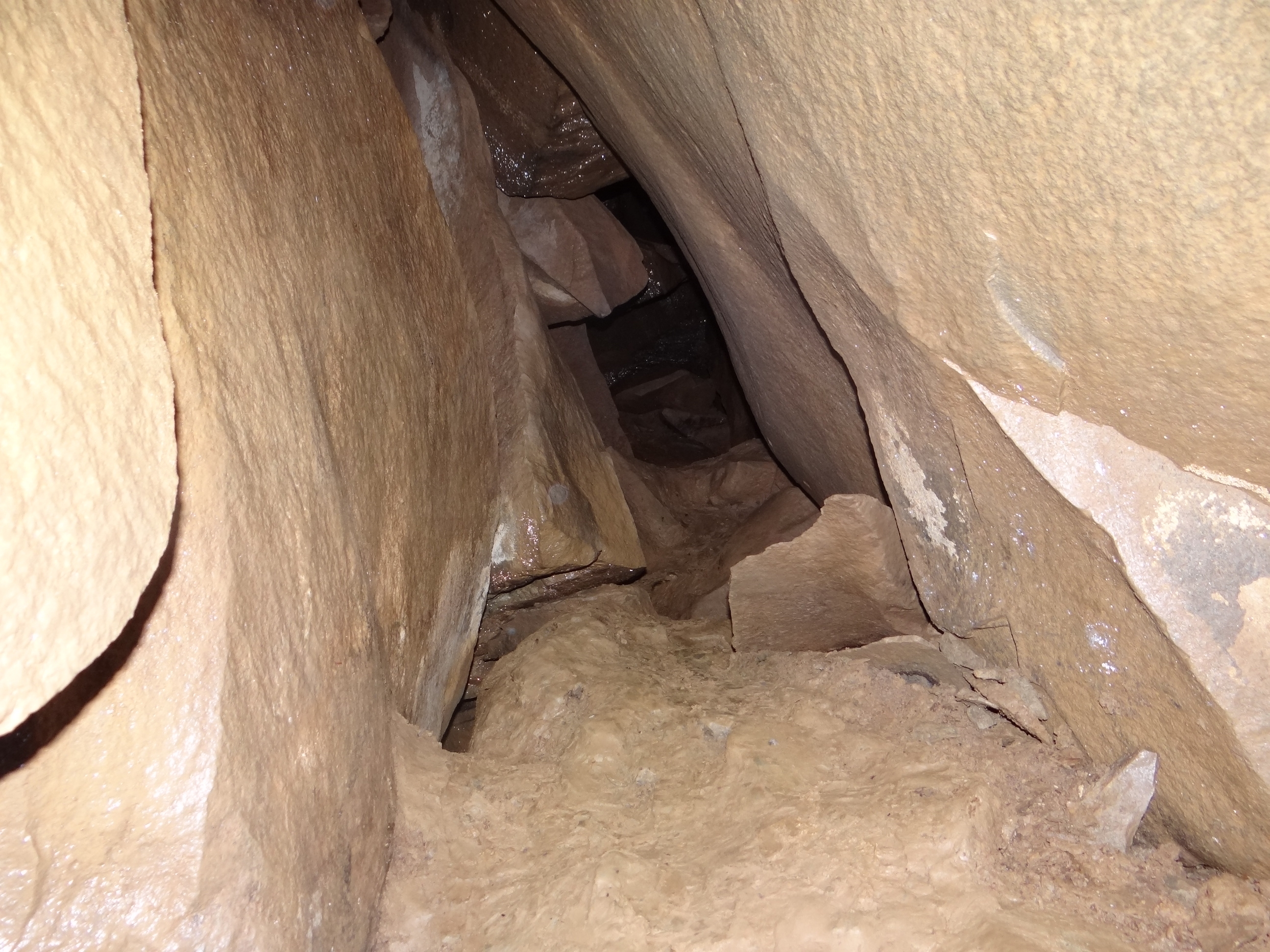
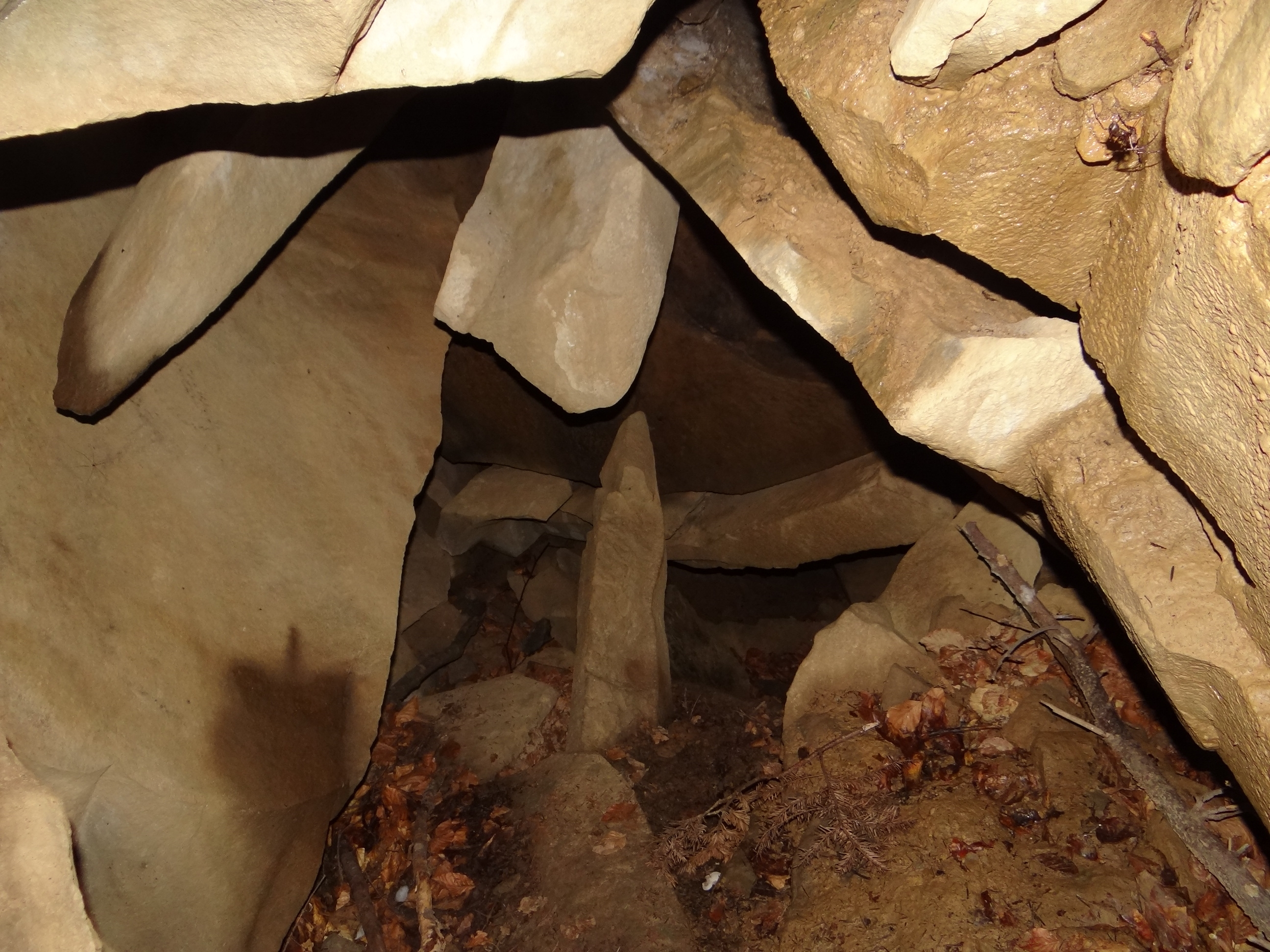
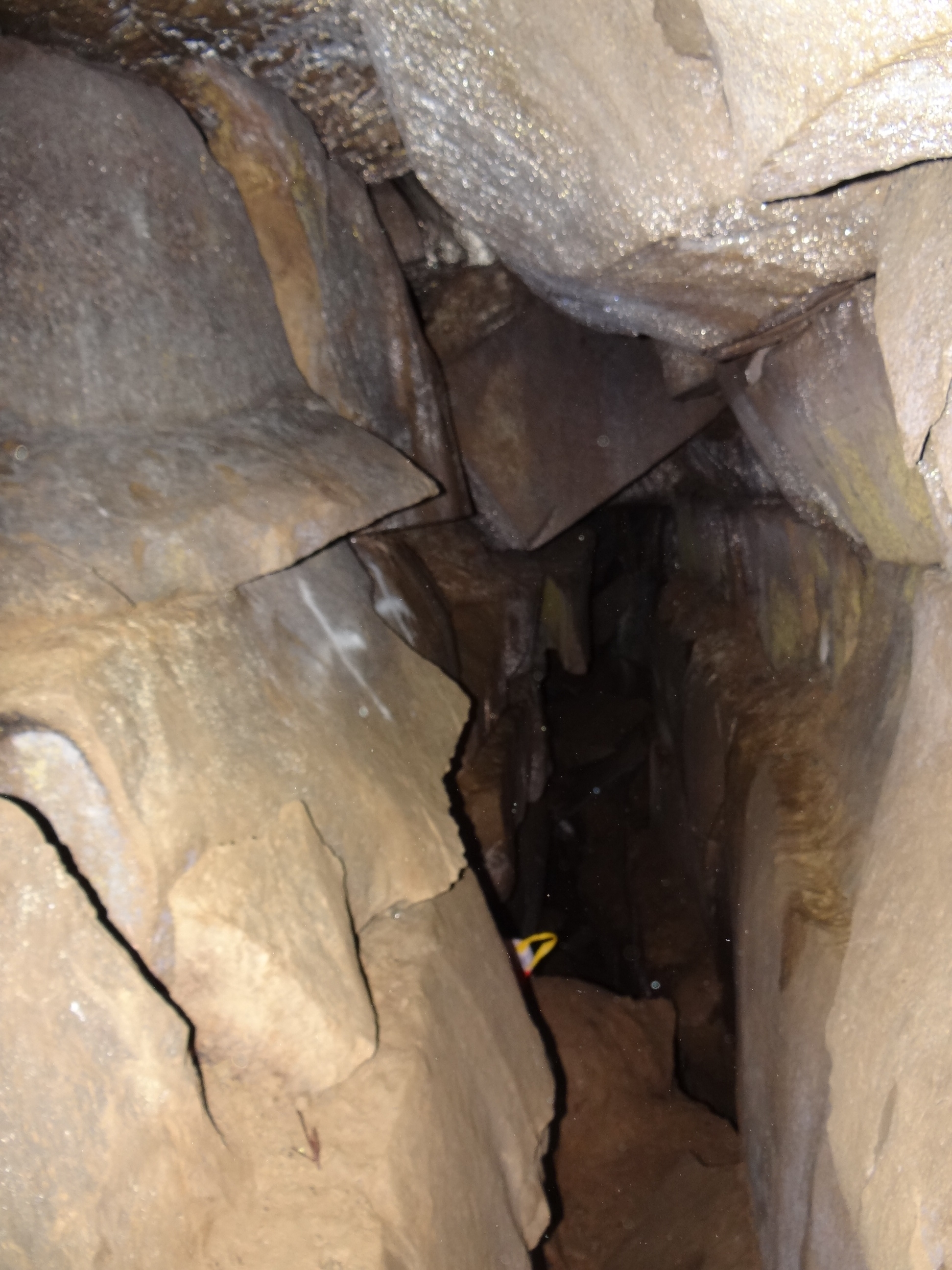
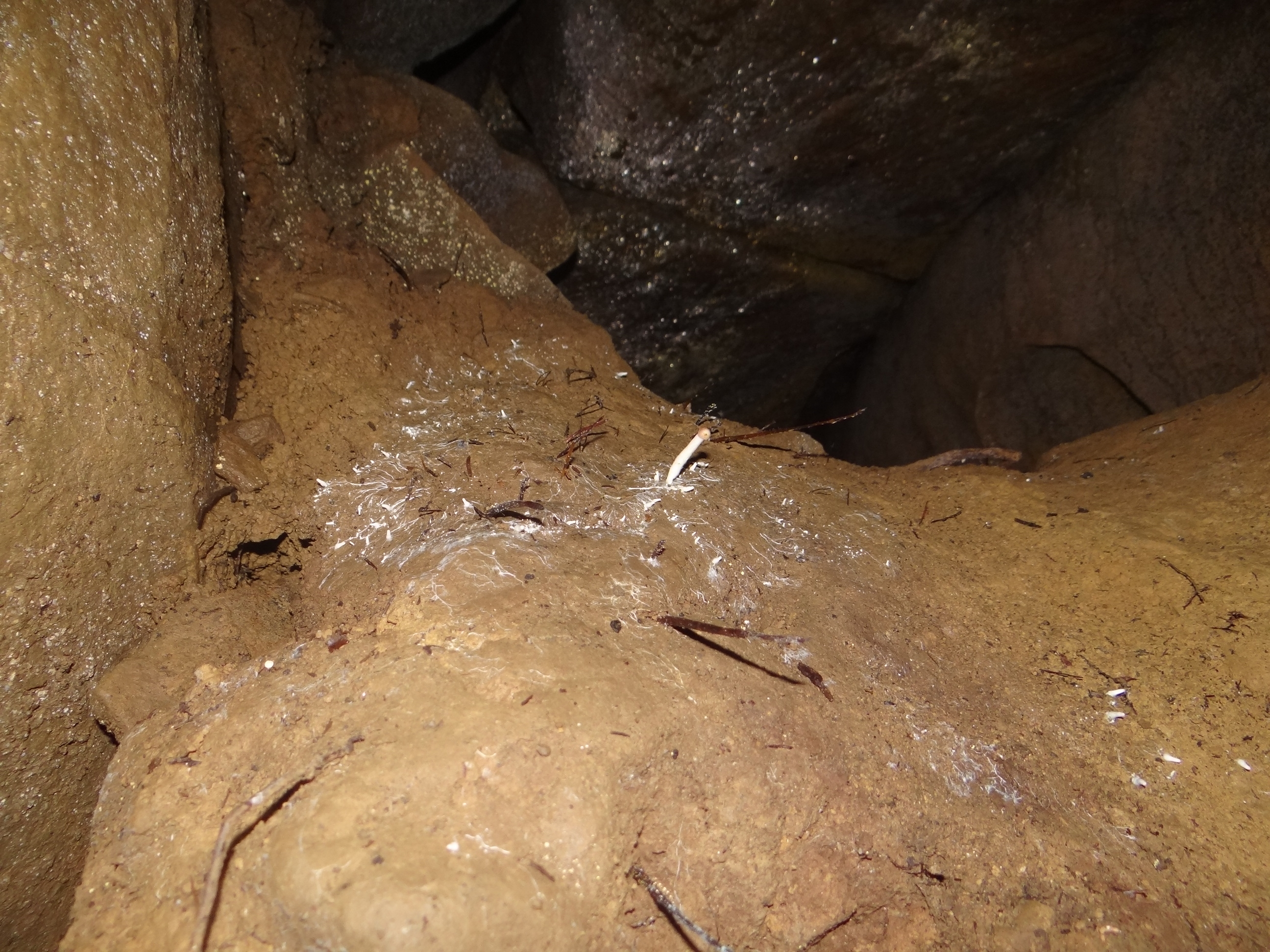

Jaskinia nie jest ustawowo chroniona. W 2007 roku została zdewastowana przez małoletnich, którzy pomalowali farbami ściany jaskini oraz zniszczyli jedyny odnaleziony stalaktyt o długości ok. 5 cm. Sprawcy zostali odnalezieni i ukarani, zaś ich malunki usunięto.